# (73517) Cranbrook
(73517) Cranbrook – planetoida z grupy pasa głównego asteroid okrążająca Słońce w ciągu 5 lat i 157 dni w średniej odległości 3,09 j.a. Została odkryta 27 marca 2003 roku. Przed nadaniem nazwy planetoida nosiła oznaczenie tymczasowe (73517) 2003 FG78.